# John Willie
John Alexander Scott Coutts, meglio noto come John Willie (Singapore, 9 dicembre 1902 – Guernsey, 5 agosto 1962), è stato un fotografo, illustratore e fumettista britannico, noto per essere stato uno dei pionieri dello sviluppo dell'arte fetish.

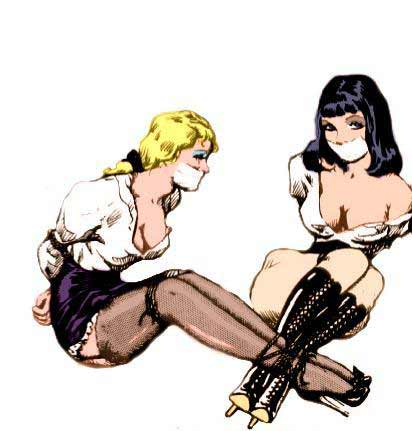
Illustrazione realizzata da John Willie e tratta da Bizarre

I suoi acquerelli, fotografie incentrate sul bondage, e illustrazioni erotiche furono di ispirazione per gli artisti che successivamente si occuparono di fetish e BDSM.

## Biografia

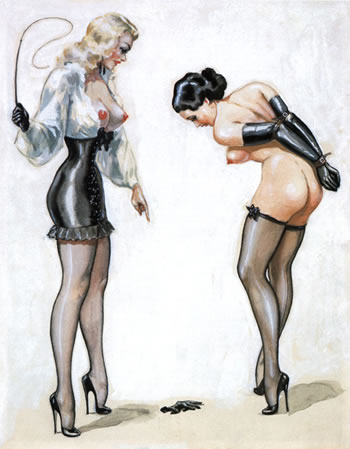
Acquerello di John Willie

Nato a Singapore e cresciuto in Inghilterra, nel 1921 entrò alla Royal Military Academy Sandhurst e nel 1923 divenne sottotenente del Royal Scots. Nel 1925 fu costretto a dimettersi dal suo incarico dopo avere sposato Eveline Fisher, una hostess di un night club, senza il permesso del suo reggimento; successivamente si trasferì in Australia e nel 1930 divorziò da sua moglie. A metà degli anni 1930 iniziò a lavorare come illustratore e fotografo per un locale fetish di Sydney; in questo periodo conobbe Holly Faram, una delle sue modelle; i due si sposarono nel 1942.
Verso la metà degli anni 1940 Coutts si trasferì a New York, negli Stati Uniti, per pubblicare la sua rivista di bondage e fetish Bizarre. Holly scelse di rimanere in Australia, dove morì nel 1983 all'età di 70 anni. Dopo essersi trasferito negli Stati Uniti, Coutts iniziò a farsi chiamare "John Willie". Nel 1946 vennero pubblicati i primi 20 numeri di Bizarre, le cui prime 5 000 copie furono esaurite in due settimane. La rivista includeva molte fotografie, disegni di modelli di costumi, e molte lettere dei lettori riguardanti argomenti come i tacchi alti, il bondage, l'acrotomofilia, il sadomasochismo, il travestitismo, i corsetti e la modificazione corporea. Dal 1946 al 1959 Bizarre rappresentò un punto di riferimento e fonte di ispirazione per le altre pubblicazioni dello stesso settore.
Come artista bondage, Willie è ben noto per avere creato il personaggio di Sweet Gwendoline, le cui forme influenzarono altri artisti quali Gene Bilbrew ed Eric Stanton. Altri personaggi da lui creati includono l'agente segreto U69 (U68 in alcune edizioni censurate), ovvero la dominatrice dai capelli corvini che tiene legata Gwendoline, e Sir Dystic d'Arcy, l'unico personaggio maschile di rilievo e probabilmente una parodia di Willie stesso. Nel 1961 John Willie si ammalò di tumore al cervello, in seguito al quale morì l'anno dopo, una volta tornato in Inghilterra.

## Nei media
Il suo personaggio è stato interpretato da Jared Harris nel film La scandalosa vita di Bettie Page, in cui venne inscenato un incontro tra Willie e Bettie Page.